# 2004 NBA Expansion Draft
Rozszerzający draft odbył się 22 czerwca 2004 r., z okazji przyjęcia do ligi NBA nowego klubu - Charlotte Bobcats. Klub wybrał z pozostałych drużyn 19 zawodników.
| Zawodnik            | Pozycja | Narodowość        | Poprzednia drużyna     |
| ------------------- | ------- | ----------------- | ---------------------- |
| Lonny Baxter        | PF      | Stany Zjednoczone | Washington Wizards     |
| J. R. Bremer        | G       | Stany Zjednoczone | Golden State Warriors  |
| Primož Brezec       | C       | Słowenia          | Indiana Pacers         |
| Maurice Carter      | G       | Stany Zjednoczone | New Orleans Hornets    |
| Predrag Drobnjak    | PF/C    | Czarnogóra        | Los Angeles Clippers   |
| Desmond Ferguson    | F       | Stany Zjednoczone | Portland Trail Blazers |
| Marcus Fizer        | PF      | Stany Zjednoczone | Chicago Bulls          |
| Richie Frahm        | G       | Stany Zjednoczone | Seattle SuperSonics    |
| Brandon Hunter      | PF      | Stany Zjednoczone | Boston Celtics         |
| Jason Kapono        | SG/SF   | Stany Zjednoczone | Cleveland Cavaliers    |
| Zaza Pachulia       | PF/C    | Gruzja            | Orlando Magic          |
| Aleksandar Pavlović | SG/SF   | Serbia            | Utah Jazz              |
| Jamal Sampson       | PF/C    | Stany Zjednoczone | Los Angeles Lakers     |
| Tamar Slay          | SG/SF   | Stany Zjednoczone | New Jersey Nets        |
| Theron Smith        | F       | Stany Zjednoczone | Memphis Grizzlies      |
| Jeff Trepagnier     | SG      | Stany Zjednoczone | Denver Nuggets         |
| Gerald Wallace      | SF      | Stany Zjednoczone | Sacramento Kings       |
| Jahidi White        | PF/C    | Stany Zjednoczone | Phoenix Suns           |
| Loren Woods         | C       | Stany Zjednoczone | Miami Heat             |